# Cannectancourt
Cannectancourt ist eine französische Gemeinde mit 517 Einwohnern (Stand: 1. Januar 2022) im Département Oise in der Region Hauts-de-France (vor 2016 Picardie). Sie gehört zum Arrondissement Compiègne und zum Kanton Thourotte. Die Einwohner werden Cannectancourtois genannt.

## Geographie
Die Gemeinde Cannectancourt liegt an der Divette, etwa 20 Kilometer nordnordöstlich von Compiègne. Umgeben wird Cannectancourt von den Nachbargemeinden Thiescourt im Westen und Norden, Évricourt im Norden und Nordosten, Ville im Nordosten und Osten, Ribécourt-Dreslincourt im Südosten und Süden, Machemont im Süden, Chevincourt im Südwesten sowie Élincourt-Sainte-Marguerite im Südwesten und Westen.

## Bevölkerungsentwicklung
| Jahr      | 1962 | 1968 | 1975 | 1982 | 1990 | 1999 | 2006 | 2013 | 2021 |
| Einwohner | 252  | 244  | 234  | 335  | 407  | 499  | 532  | 521  | 515  |

## Sehenswürdigkeiten

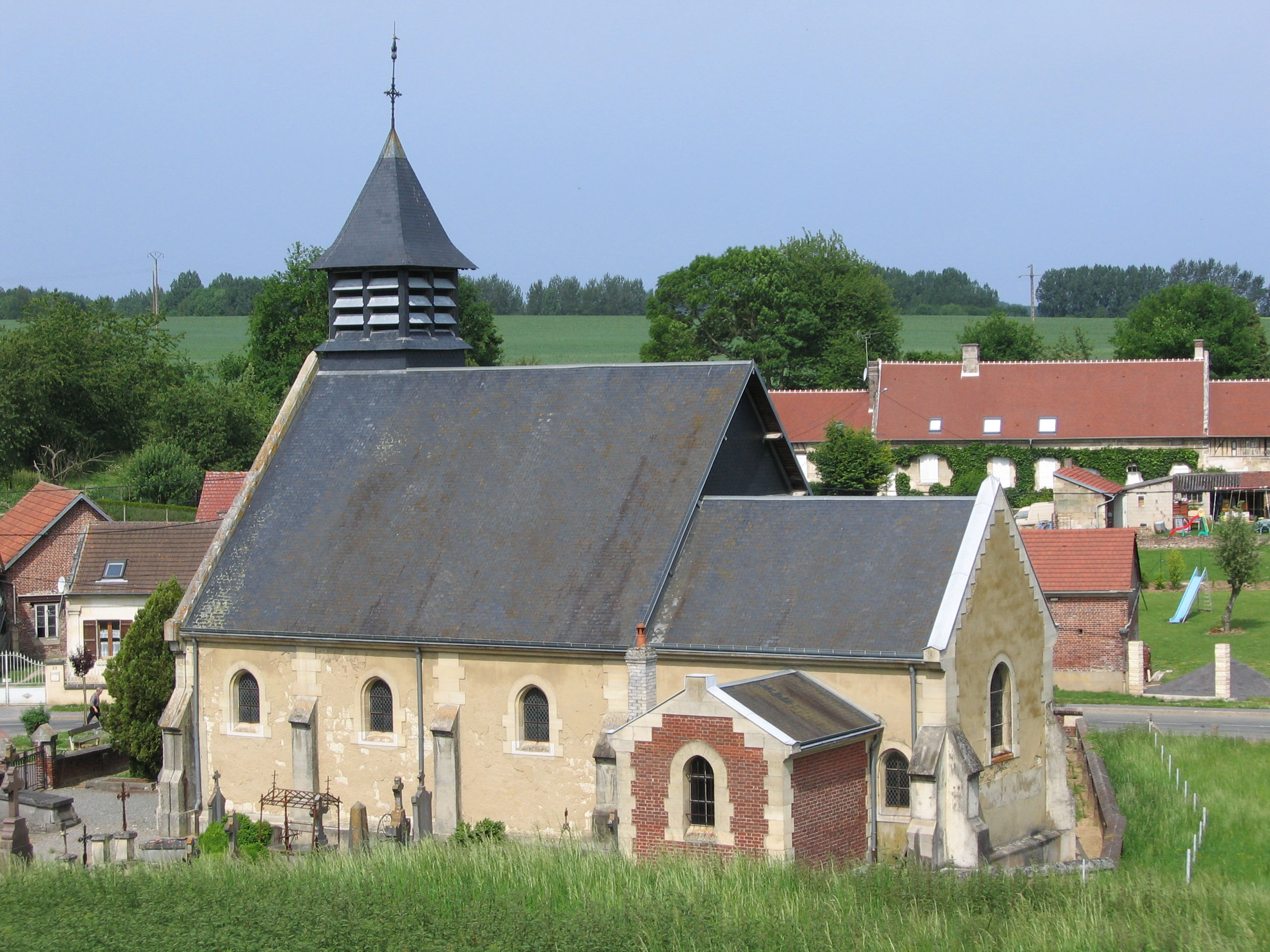
Kirche Notre-Dame-de-la-Nativité
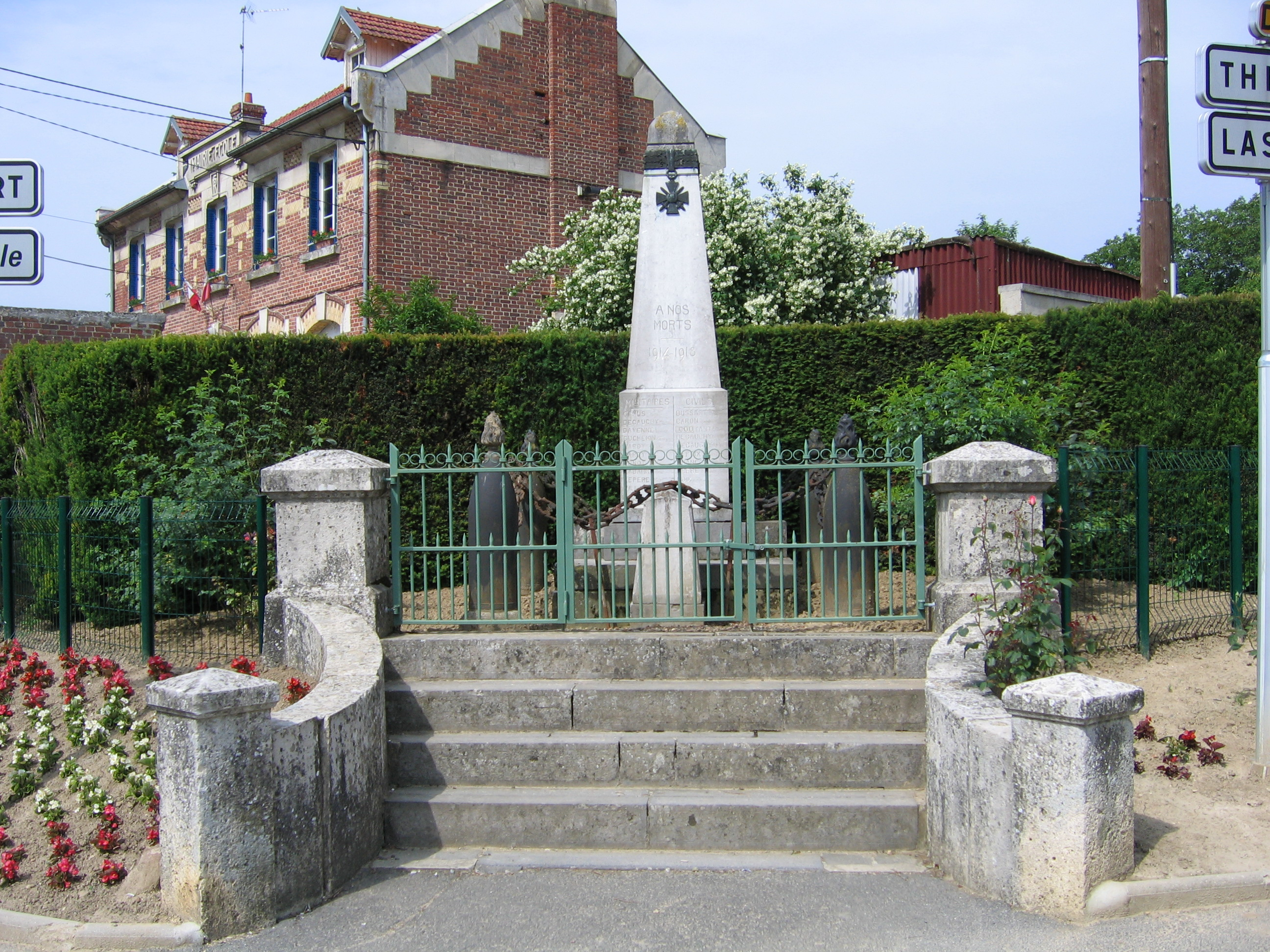
Gefallenendenkmal

- Kirche Notre-Dame-de-la-Nativité
- Gefallenendenkmal